# Tom Garrick
Thomas Shannon Garrick, detto Tom (West Warwick, 7 luglio 1966), è un ex cestista e allenatore di pallacanestro statunitense, professionista nella NBA, in Germania, Turchia e Spagna..

## Carriera

### Giocatore
È stato selezionato dai Los Angeles Clippers al secondo giro del Draft NBA 1988 (45ª scelta assoluta).

### Allenatore
Ha allenato dal 2003 al 2009 la squadra femminile della University of Rhode Island, e la squadra femminile dell'Università del Massachusetts Lowell dal 2018 al 2021. Garrick lasciò UMass Lowell per diventare assistente allenatore femminile alla Università Vanderbilt sotto sua moglie Shea Ralph

## Statistiche

### College
| Anno      | Squadra        | PG  | PT | MP   | TC%  | 3P%  | TL%  | RP  | AP  | PRP | SP  | PP   |
| --------- | -------------- | --- | -- | ---- | ---- | ---- | ---- | --- | --- | --- | --- | ---- |
| 1984-1985 | R. Island Rams | 28  | 15 | 26,4 | 47,4 | -    | 74,4 | 3,6 | 2,6 | 0,8 | 0,3 | 5,9  |
| 1985-1986 | R. Island Rams | 27  | 22 | 23,1 | 48,1 | -    | 74,2 | 2,8 | 2,1 | 1,6 | 0,3 | 6,6  |
| 1986-1987 | R. Island Rams | 30  | 30 | 34,6 | 45,6 | 32,7 | 81,8 | 4,3 | 4,4 | 2,0 | 0,5 | 17,0 |
| 1987-1988 | R. Island Rams | 35  | 32 | 35,5 | 48,7 | 54,8 | 79,3 | 4,1 | 4,1 | 2,4 | 0,4 | 20,5 |
| Carriera  | Carriera       | 120 | 99 | 30,3 | 47,4 | 44,4 | 78,4 | 3,8 | 3,4 | 1,7 | 0,4 | 13,1 |

### NBA

#### Regular season
| Anno      | Squadra            | PG  | PT | MP   | TC%  | 3P%  | TL%  | RP  | AP  | PRP | SP  | PP  |
| --------- | ------------------ | --- | -- | ---- | ---- | ---- | ---- | --- | --- | --- | --- | --- |
| 1988-1989 | L.A. Clippers      | 71  | 20 | 21,1 | 49,0 | 0,0  | 80,3 | 2,2 | 3,4 | 1,1 | 0,1 | 6,4 |
| 1989-1990 | L.A. Clippers      | 73  | 22 | 23,6 | 49,4 | 19,0 | 77,2 | 2,2 | 4,0 | 1,2 | 0,1 | 7,0 |
| 1990-1991 | L.A. Clippers      | 67  | 0  | 14,2 | 42,4 | 0,0  | 75,9 | 1,9 | 3,3 | 0,9 | 0,0 | 3,9 |
| 1991-1992 | San Antonio Spurs  | 19  | 5  | 19,7 | 47,3 | 0,0  | 62,5 | 2,2 | 3,3 | 1,1 | 0,1 | 5,2 |
| 1991-1992 | Minnesota T'wolves | 15  | 0  | 7,5  | 33,3 | 50,0 | 75,0 | 0,6 | 1,2 | 0,5 | 0,2 | 1,9 |
| 1991-1992 | Dallas Mavericks   | 6   | 0  | 10,5 | 23,5 | 0,0  | 100  | 1,0 | 2,8 | 1,3 | 0,0 | 1,7 |
| Carriera  | Carriera           | 251 | 47 | 18,8 | 46,9 | 8,3  | 77,5 | 2,0 | 3,4 | 1,1 | 0,1 | 5,4 |

## Palmarès
- Campionato tedesco: 2

Bayer Leverkusen: 1993-94, 1994-95
- Coppa di Germania: 1

Bayer Giants Leverkusen: 1995